# Óscar Sastre
Oscar Carlos Sastre (25 dicembre 1920 – 2 agosto 2012) è stato un calciatore argentino, di ruolo difensore.

## Carriera
Difensore che è cresciuto nell'Independiente dove già giocava il fratello Antonio Sastre e con il quale ha vinto il titolo del 1948. È passato poi al Deportivo Cali dove ha chiuso la carriera nel 1952. Con la nazionale ha vinto la Coppa America 1947.

## Palmarès

### Club
- Campionato argentino: 1

Independiente: 1948

### Nazionale
- Coppa America: 1

1947